# José Vicente Cuxart i Vaquer
José Vicente Cuxart i Vaquer, també conegut com a Josep Vicenç Cuixart i Vaquer, (Cornellà de Llobregat, 4 de juliol de 1962 - València, 10 d'abril de 2020) fou un futbolista català, que ocupava la posició de migcampista i defensa central. El seu germà menut, Enric Cuxart, també fou futbolista. Formà part del consell d'accionistes del setmanari El Temps.

## Trajectòria
Format a Cornellà de Llobregat, fitxà pel València CF Mestalla per consell de Daniel Solsona. Passà al primer equip del València CF la temporada 1984-85, disputà vint-i-set partits oficials i marcà dos gols en dos temporades. Després del descens, fitxà per la UE Alzira, i posteriorment jugà al CE Sabadell, al Llevant UE, a la UE Alzira, a l'AEC Manlleu i al Vila-real CF.
Va treballar al València CF com a responsable de la Ciutat Esportiva.